# 広島・長崎における原子爆弾の影響
『広島・長崎における原子爆弾の影響』（ひろしま・ながさきにおけるげんしばくだんのえいきょう、英語: Effects of the Atomic Bomb in Hiroshima and Nagasaki）は、1945年（昭和20年）9月より撮影を開始、1946年に完成した日本映画である。広島市への原子爆弾投下と長崎市への原子爆弾投下後、その状況を撮影したドキュメンタリー作品である。完成後連合国軍最高司令官総司令部 (GHQ) に接収され、長らく日本では公開されず、「幻の原爆映画」と称された。『広島・長崎における原子爆弾の効果』として言及されることもある。

## 概要
1945年（昭和20年）8月上旬、太平洋戦争においてアメリカ軍は日本の広島市と、長崎市に、原子爆弾を投下した（日本への原子爆弾投下）。8月15日の日本降伏後、連合軍が日本列島各地に進駐した。9月、原爆投下後の広島市と長崎市に赴いた学術調査団に、日本映画社のスタッフが同行して撮影した内容などを編集したドキュメンタリーである。
戦時体制下でニュース映画を独占的に制作していた日本映画社は、原爆投下直後から、広島、長崎へカメラマンを派遣して撮影を試みていたが、9月上旬に至り、ドキュメンタリーの制作を決定し、撮影の準備に入った。制作を主導した相原秀次は、内容の科学性を期して仁科芳雄に監修を依頼した。撮影隊は学術調査団とともに9月下旬に広島に入り、1か月ほど撮影を続けた。
一方、長崎では撮影隊が各地の撮影を続けていたものの、進駐軍が撮影に干渉し、撮影は中止を余儀なくされた。文部省や仁科を通してGHQと交渉した結果、戦略爆撃調査団の委嘱という形をとって撮影が継続されることになり、12月から翌1946年1月にかけて、1か月ほど撮影が続けられた。
35mmフィルムで撮影、編集された本作は、1946年4月下旬に完成し、日本映画社内での試写会の後、5月4日に日比谷公会堂で米国関係者への試写会が開催された。たが、GHQによってすべての素材が接収されてアメリカ合衆国に渡ったとされる。アメリカ空軍はこの素材を使用して、宣伝映画『The General Effects of the Atomic Bomb in Hiroshima and Nagasaki』を制作したが、内容が機密に触れるとされ、米国内でも公開されなかった。また、実際にはラッシュプリントなどが日本の関係者のもとに密かに残されるなどして、映像素材が完全に失われることはなかった。
1967年、16mmフィルムに編集されたバージョンが日本に返還され、これを基に、人権への配慮から一部の内容をカットし、日本語のナレーションをつけた短縮版が、1968年5月に広島市によって広島市公会堂で一般公開され、テレビでも放映された。その後、「10フィート運動」によりフィルムの収集が進められ、原型を復元した「ノーカット版」が制作され、1982年に東京、広島、長崎で上映された。また、1996年には、ノーカット版に日本語ナレーションを乗せたバージョンが制作された。
2009年には、広島市映像文化ライブラリーが、東京国立近代美術館フィルムセンター（後の国立映画アーカイブ）の協力の下、1946年に完成したバージョンである日本人による英語ナレーションの入ったノーカット版を、米国国立公文書館が所蔵する35mmフィルムからの転写により、35mmフィルムで作成し、そこに日本語字幕を加えたバージョンを完成させた。

## スタッフ

### 日本映画社
- プロデューサー：加納竜一
- 生物班：（演出）奥山大六郎　（演出補助）豊原慶人　（撮影）鈴木喜代治　（撮影助手）今野敬一、佐野勇
- 物理班：（演出）相原秀次　（演出補助）伊豆村豊　（撮影）坂斉小一郎、俣野公男　（撮影助手）関口敏雄、城所敏雄
- 土木建築班：（演出）伊東寿恵男　（演出補助）水野肇、林七郎
- ニュース及び遊撃班　（撮影）三木茂　（撮影助手）金子宝次、菊地周
- 医学班：（演出補助）吉田庄太郎　（撮影）山中眞男、栗田玄忠　（撮影助手）小島明、林七郎
- ニュース及び遊撃班：（撮影）藤波次郎　（演出）小畑長蔵
- 進行係：水上喜三治、山村恵三郎、笠井信太郎
- 照明係：城戸惣作、徳田輯、林栄之
- スチール担当：菊地俊吉（東方社）、林重男（東方社）

### 理化学研究所
- 生物班：木村一治、田島英三、中山弘美
- 物理班：宮崎友喜雄、佐々木忠義、池田正雄
- 長崎での物理班の二次撮影（1945年12月〜1946年1月） 増田時男、坂田民雄、中根良平